# Skalna umetnost
V arheologiji skalna umetnost predstavlja oznake, ki jih je naredil človek in so postavljene na naravne površine, običajno navpične kamnite površine. Velik delež ohranjenih zgodovinskih in prazgodovinskih kamnitih umetnin najdemo v jamah ali delno zaprtih skalnih zakloniščih; to vrsto lahko imenujemo tudi jamska umetnost ali parietalna umetnost. Skalna umetnost je globalni fenomen, ki ga najdemo v mnogih kulturno raznolikih regijah sveta. V človeški zgodovini so ga proizvajali v številnih kontekstih. Kar zadeva tehniko, so štiri glavne skupine:
- jamske poslikave,
- petroglifi, ki so vklesani ali vpraskani v skalno površino,
- izklesani skalni reliefi in
- geoglifi, ki nastanejo na tleh.

Najstarejša znana kamnina je iz obdobja zgornjega paleolitika, našli pa so jih v Evropi, Avstraliji, Aziji in Afriki. Antropologi, ki preučujejo ta umetniška dela, menijo, da so verjetno imela magično-religiozni pomen.
Arheološka poddisciplina proučevanja skalne umetnosti se je prvič razvila v poznem 19. stoletju med frankofonskimi učenjaki, ki so preučevali skalno umetnost zgornjega paleolitika, najdeno v jamskih sistemih delov zahodne Evrope. Skalna umetnost je še vedno pomembna za domorodna ljudstva v različnih delih sveta, ki nanje gledajo kot na svete predmete in pomembne sestavine svoje kulturne dediščine. Takšna arheološka najdišča lahko postanejo pomemben vir kulturnega turizma in so bila uporabljena v popularni kulturi zaradi svojih estetskih lastnosti.

## Etimologija
Izraz skalna umetnost se v objavljeni literaturi pojavi že v 1940-ih. Opisan je bil tudi kot vklesane skale, risbe na skalah, gravure na skalah, napisi na skalah, slike na skalah, zapisi v skalah in skulpture v skalah.

## Ozadje
Parietalna umetnost je izraz za umetnost v jamah; ta definicija se je običajno razširila na umetnost v skalnih zavetjih pod previsi pečin. Popularno se imenuje jamska umetnost in je podmnožica širšega izraza skalno umetnost. Večinoma je na skalnatih stenah, lahko pa tudi na stropih in tleh. Pri izdelavi so bile uporabljene najrazličnejše tehnike. Izraz se običajno uporablja samo za prazgodovinsko umetnost, vendar se lahko uporablja za umetnost katerega koli datuma. Zaščitena parietalna umetnost je imela veliko boljše možnosti za preživetje zelo dolga obdobja in to, kar zdaj preživi, lahko predstavlja le zelo majhen delež ustvarjenega.
Parietalna in jamska umetnost se nanašata na jamske poslikave, risbe, jedkanice, rezbarije in umetnine v notranjosti jam in skalnih zavetij. Na splošno so ti vgravirani (kar v bistvu pomeni opraskani) ali pobarvani ali pa so ustvarjeni s kombinacijo obeh tehnik. Parietalna umetnost je zelo razširjena po vsem svetu in marsikje odkrivajo nove primere.
Odločilna značilnost skalne umetnosti je, da je postavljena na naravne skalne površine; na ta način se razlikuje od umetniških del, postavljenih na zgrajene stene ali prostostoječe skulpture. Kot taka je skalna umetnost oblika krajinske umetnosti in vključuje modele, ki so bili postavljeni na stene balvanov in pečin, jamske stene in strope ter na površino tal. Skalna umetnost je globalni pojav, ki ga najdemo v mnogih različnih regijah sveta. Obstajajo različne oblike. Nekateri arheologi prav tako menijo, da so jamice in žlebovi v skali, znani kot kupule ali skodelice ali obročki, oblika skalne umetnosti.
Čeprav obstajajo izjeme, je večina kamnitih umetnin, katerih ustvarjanje so zabeležili etnografi, nastala med obredi. Kot taka je preučevanje skalne umetnosti sestavni del arheologije religije.
Skalna umetnost ima v sodobnem svetu več namenov. V več regijah ostaja duhovno pomembna za domorodna ljudstva, ki jo vidijo kot pomembno sestavino svoje kulturne dediščine. Služi tudi kot pomemben vir kulturnega turizma in s tem kot gospodarski prihodek v nekaterih delih sveta. Kot take so se podobe iz jamske umetnosti pojavile na spominkih in drugih artefaktih, ki se prodajajo kot del turistične industrije.

## Vrste

### Slike
V večini podnebij so le poslikave v zaščitenih krajih, zlasti v jamah, preživele dalj časa. Zato se običajno imenujejo jamske slike, čeprav jih veliko preživi v skalnih zavetjih ali stenah pečin pod previsom. V prazgodovini so bili to pogosto priljubljeni kraji za različne človeške namene, ki so nudili nekaj zavetja pred vremenom in tudi svetlobo. Morda je bilo na bolj izpostavljenih mestih veliko več slik, ki so zdaj izgubljene. Piktografi so slike ali risbe, ki so bile nameščene na steno skale. Takšna umetniška dela so običajno narejena iz mineralnih zemelj in drugih naravnih spojin, ki jih najdemo po večini sveta. Pretežno uporabljene barve so rdeča, črna in bela. Rdeča barva je običajno dosežena z uporabo mletega okra, medtem ko je črna barva običajno sestavljena iz oglja ali včasih iz mineralov, kot je mangan. Bela barva je običajno ustvarjena iz naravne krede, kaolinitne gline ali diatomejske zemlje. Ko so pigmente pridobili, so jih zmleli in zmešali s tekočino, kot je voda, kri, urin ali jajčni rumenjak, nato pa s čopičem, prsti ali žigom nanesli na kamen kot barvo. Druga možnost je, da so pigment nanesli na suho, na primer s palico oglja. V nekaterih družbah ima barva sama simboličen in verski pomen; na primer, med skupinami lovcev in nabiralcev v Kaliforniji je bilo dovoljeno trgovanje z barvo le skupinskim šamanom, medtem ko je bila v drugih delih Severne Amerike beseda za 'barvo' enaka besedi za 'nadnaravnega duha'.
Ena pogosta oblika piktogramov, ki jo najdemo v mnogih, čeprav ne v vseh kulturah, ki proizvajajo skalno umetnost, je odtis roke. Obstajajo tri oblike tega; prvi vključuje prekrivanje roke z mokro barvo in nato nanašanje na skalo. Drugi vključuje dizajn, ki se naslika na roko, ki se nato doda na površino. Tretja vključuje roko, ki jo najprej položimo na ploščo, nato pa nanjo skozi cev vpihnemo suho barvo, v postopku, ki je podoben zračnemu čopiču ali barvanju z razpršilom. Nastala slika je negativni odtis roke in je v avstralski arheologiji včasih opisan kot šablona. Miniaturne umetnine s šablonami so bile najdene na dveh lokacijah v Avstraliji in na eni v Indoneziji.

### Petroglifi
Petroglifi so gravure ali vrezi v skalo, ki ostanejo na mestu. Ustvari se jih lahko z različnimi tehnikami praskanja, graviranja ali klesanja, pogosto z uporabo trdega kladiva, ki ga udarjate ob površino kamna. V nekaterih družbah ima sama izbira kladivca verski pomen. V drugih primerih se kamnina izlušči s posrednim udarcem, saj se druga skala uporabi kot dleto med kladivo in ploščo. Tretja, redkejša oblika graviranja skalne umetnosti je bila z zarezovanjem ali praskanjem na površino kamna z litnim kosmičem ali kovinskim rezilom. Motivi, izdelani s to tehniko, so fino obrisani in pogosto težko vidni.

### Skalni reliefi
Skalni relief ali relief v skali, ki ga običajno najdemo v pismenih kulturah, je reliefna skulptura, izklesana na trdni ali živi skali, kot je pečina, in ne ločen kos kamna. So kategorija skalne umetnosti in jih včasih najdemo v povezavi s skalno vklesano arhitekturo. Vendar so v večini del na skalni umetnosti, ki se osredotočajo na gravure in slike prazgodovinskih ljudstev, po navadi izpuščeni. Nekaj takih del izkorišča naravne obrise kamnine in jih uporablja za definiranje podobe, vendar ne pomenijo umetnih reliefov. Skalne reliefe so izdelovali v mnogih kulturah in so bili še posebej pomembni v umetnosti starodavnega Bližnjega vzhoda. Skalni reliefi so na splošno dokaj veliki, saj morajo biti, da naredijo učinek na prostem. Večina ima figure, ki presegajo naravno velikost, v mnogih pa so številke večkratne od naravne velikosti.
Slogovno se običajno navezujejo na druge vrste kiparstva iz zadevne kulture in obdobja, razen hetitskih in perzijskih primerov pa se o njih na splošno razpravlja kot o delu te širše teme. Najpogostejši je navpični relief, najdemo pa tudi reliefe na v bistvu vodoravnih površinah. Izraz običajno izključuje reliefne rezbarije v jamah, naravne ali umetne, ki jih najdemo zlasti v Indiji. Običajno so izključene tudi naravne skalne formacije, narejene v kipe ali druge okrogle skulpture, najbolj znane pri Veliki sfingi v Gizi. Reliefi na velikih balvanih, ki so ostali na njihovi naravni lokaciji, kot je hetitski relief İmamkullu, bodo verjetno vključeni, manjše balvane pa lahko imenujemo stele ali izklesani ortostati.

### Zemeljske figure
Zemeljske figure so velike risbe in motivi, ki nastajajo na kamniti podlagi. Lahko jih razvrstimo glede na način izdelave. Intaglio se ustvari s strganjem puščavskih tlakov (kamenčkov, ki prekrivajo tla), da se razkrije negativna podoba na spodnji podlagi. Najbolj znan primer takšne globoke kamnine so črte Nazca v Peruju. V nasprotju s tem so geoglifi pozitivne podobe, ki nastanejo z nalaganjem kamenja na površino tal, da nastane viden motiv ali dizajn.

## Motivi in plošče
Tradicionalno se posamezne oznake imenujejo motivi, skupine motivov pa so znane kot plošče. Zaporedja plošč se obravnavajo kot arheološka najdišča. Ta metoda razvrščanja kamnitih umetnin pa je postala manj priljubljena, saj je malo verjetno, da bi vsiljena struktura imela kakršen koli pomen za ustvarjalce umetnosti. Tudi beseda 'umetnost' nosi s seboj številne sodobne predsodke o namenu elementov.
Skalno umetnost je mogoče najti v široki geografski in časovni razpršenosti kultur, morda za označevanje ozemlja, za beleženje zgodovinskih dogodkov ali zgodb ali za pomoč pri izvajanju ritualov. Zdi se, da nekatera umetnost prikazuje resnične dogodke, medtem ko je veliko drugih primerov očitno povsem abstraktnih.
Prazgodovinske skalne upodobitve niso bile zgolj opisne. Vsak motiv in dizajn sta imela 'globok pomen', ki sodobnim učenjakom ni vedno razumljiv.

## Razlaga in uporaba

### Religiozne interpretacije
V mnogih primerih je bilo samo ustvarjanje kamnitih podob ritualno dejanje.

## Regionalne razlike

### Evropa
V zgornjem paleolitiku Evrope so ljudstva lovcev in nabiralcev, ki so naseljevala celino, izdelovala skalne slike znotraj jamskih sistemov. Najstarejši znani primer je Chauvetova jama v Franciji, čeprav so našli tudi druge, vključno z Lascaux v Franciji, Altamira v Španiji in Creswell Crags v Veliki Britaniji ter Grotta del Genovese na Siciliji.
Arheologi so pozno prazgodovinsko umetnost na skalah v Evropi razdelili na tri regije. V atlantski Evropi, obalni obali na zahodu celine, ki se razteza od Iberije navzgor skozi Francijo in zajema Britansko otočje, so od neolitika do pozne bronaste dobe izdelovali vrsto različnih kamnitih umetnin. Drugo območje celine, ki je vsebovalo pomembno tradicijo skalne umetnosti, je bila alpska Evropa, kjer je bila večina umetniških del zbranih na južnih pobočjih gorate regije, v današnji jugovzhodni Franciji in severni Italiji.
- Finska skalna umetnost
- Knowth
- Loughcrew
- Newgrange
- Skalna umetnost iz neolitika in bronaste dobe na Britanskem otočju
- Skalne poslikave v Val Camonici (Unescova svetovna dediščina)
- Balma dei Cervi pri Crodo (Piemont - italijanske Alpe)
- Grotta Dei Cervi pri Porto Badisco
- Grotta del Genovese (Sicilija)
- Skalne poslikave na Norveškem
  - Skalne rezbarije v Alti (Unescova svetovna dediščina)
- Madarski konjenik (Unescova svetovna dediščina)
- Dolina Coa (Unescova svetovna dediščina)
- Jame Altamira in paleolitska jamska umetnost severne Španije (Unescova svetovna dediščina)
- Skalna umetnost Iberskega sredozemskega bazena (Unescova svetovna dediščina)
- Tanum (Unescova svetovna dediščina)
- Tanums hällristningsmuseum,[12] Raziskovalni center rock art in arhiv svetovne dediščine v Tanumu na Švedskem.

### Afrika

#### Severna Afrika
- Južni Oran v Alžiriji
- Saharska kamnita umetnost
- Tadrart Acacus v Libiji – svetovna dediščina
- Tassili n'Ajjer v Alžiriji – nacionalni park in svetovna dediščina, znan po svojih 10.000 let starih slikah.
- Jama plavalcev je jama v jugozahodnem Egiptu, blizu meje z Libijo, ob zahodnem robu planote Gilf Kebir v osrednji libijski puščavi (Vzhodna Sahara). Oktobra 1933 ga je odkril madžarski raziskovalec László Almásy. Najdišče vsebuje skalne slike človeških figur, ki se zdijo, kot da plavajo, za katere se ocenjuje, da so bile ustvarjene pred vsaj 6000 do 7000 leti. Jama zveri 10 km zahodno je bila odkrita leta 2002.
- Džabel Uveinat, velika gora iz granita in peščenjaka, kot tudi sosednji manjši masivi Džabel Arkanu in Džabel Kisu na konvergentnih tromejah Libije, Egipta in Sudana, hranijo eno najbogatejših koncentracij prazgodovinske kamnite umetnosti v celotni Sahari. Tukajšnja kamnita umetnost je v glavnem sestavljena iz neolitskih živinorejskih kultur, pa tudi številnih starejših slik iz družb lovcev in nabiralcev.
- Skalna umetnost Sabu-Džadi v severnem Sudanu
- Območje arheoloških najdišč severnega Sinaja − pogojno območje svetovne dediščine.[13] Leta 2020 so na tem mestu odkrili apnenčasto jamo, okrašeno s prizori živali, kot so osli, kamele, jeleni, mule in gorske koze. Jama s kamnito umetnostjo je globoka 15 metrov in visoka 20 metrov.[14]
- Vadi Abu Dom

#### Zahodna Afrika
- Narodni park Boucle du Baoulé, Mali
- Žirafe Dabous, Niger

#### Vzhodna Afrika
- Qohaito v Eritreji – 7000 let stara kamnina v bližini starodavnega mesta Qohaito.
- Dorra in Balho v Džibutiju – Mesta skalne umetnosti s figurami, ki so videti kot antilope in žirafe.
- Kundudo v Etiopiji – gorski kompleks na ravnem vrhu s skalno umetnostjo v jami.
- Laas Geel v Somaliji – Številne jamske poslikave in petroglife je mogoče najti na različnih lokacijah po vsej državi. Med najvidnejšimi primeri tega so skalne umetnosti v Laas Geelu, Dhambalinu, Gaanlibahu in Karinheganu.
- Nyero Rockpaintings, Uganda – svetovna dediščina, prazgodovinske poslikave so bile opažene pred letom 1250 AD[33]
- Swaga Swaga Game Reserve v Tanzaniji – Arheologi so objavili odkritje starodavne skalne umetnosti z antropomorfnimi figurami v dobrem stanju na mestu Amak'hee 4 rockshelter. Slike, narejene z rdečkastim barvilom, so vsebovale tudi glave bivolov, glavo in vrat žirafe, udomačeno govedo izpred približno nekaj sto let.[34][35]
- Bahi skalne slike, Tanzanija
- Chabbé, Etiopija
- Dhaymoole, Somaliland
- Handoga, Džibuti
- Mesta rock-umetnosti Kondoa, Tanzanija
- Otok Mfangano, Kenija
- Skalna umetnost Ugande

#### Južna Afrika
Jamske poslikave najdemo v večini delov južne Afrike, ki imajo skalne previse z gladkimi površinami. Med temi najdišči so jamski peščenjak v Natalu, Svobodna država Oranje in Vzhodna Kaplandija, granit in Waterbergov peščenjak v severnem Transvaalu ter peščenjak Mizaste gore v južni in zahodni Kaplandiji.
- Park UKhahlamba Drakensberg v Južni Afriki – na tem mestu so slike, stare približno 3000 let, ki naj bi jih narisali ljudje San in Hoisan, ki so se na tem območju naselili pred približno 8000 leti. Skalna umetnost prikazuje živali in ljudi ter naj bi predstavljala verska prepričanja.
- Hribovje Tsodilo v Bocvani – svetovna dediščina s kamnito umetnostjo
- Gora Brandberg (Daureb) v Namibiji – je ena najpomembnejših lokacij skalne umetnosti na afriški celini. Večina obiskovalcev vidi le zavetje Bele dame (ki ni ne bela ne dama, znameniti prizor verjetno prikazuje mladega fanta v iniciacijskem obredu), vendar pa je zgornji tok gore poln najdišč s prazgodovinskimi poslikavami, med katerimi se nekatere uvrščajo med najboljše umetniške dosežke prazgodovine.
- Jama Bambata, Zimbabve - Slike živali in človeške risbe naj bi bile stare od 2.000 do 20.000 let[16][17][18]
- Mwela in sosednja območja skalne umetnosti, Zambija
- Območje skalne umetnosti Chongoni
- Driekops Eiland
- Sveta mesta Modderpoorta
- Ledeniški pločniki Nooitgedacht
- Slapovi Nyambwezi, Zambija
- Skalna umetnost Sanov, Južna Afrika
- Twyfelfontein, Namibija
- Wildebeest Kuil Rock Art Center

## Študije
Arheološka poddisciplina, ki se posveča raziskovanju skalne umetnosti, je znana kot »študij skalne umetnosti«. Specialist za skalno umetnost David S. Whitley je opozoril, da raziskave na tem področju zahtevajo »celovito prizadevanje«, ki združuje arheološko teorijo, metodo, terensko delo, analitične tehnike in interpretacijo.

## Zgodovina
Čeprav so francoski arheologi opravili veliko raziskav na skalnih slikah, je anglofonska arheologija desetletja večinoma zanemarjala to temo.
Disciplina proučevanja skalne umetnosti je bila priča temu, kar je Whitley imenoval revolucija v 1980-ih in 1990-ih letih, ko je vedno več arheologov v anglofonskem svetu in Latinski Ameriki usmerilo svojo pozornost na to temo. Pri tem so ugotovili, da bi lahko umetnost na skalah uporabili za razumevanje simbolnih in verskih sistemov, odnosov med spoloma, kulturnih meja, kulturnih sprememb ter izvora umetnosti in verovanja. Ena najpomembnejših osebnosti tega gibanja je bil južnoafriški arheolog David Lewis-Williams, ki je objavil svoje študije o skalni umetnosti San iz južne Afrike, v kateri je združil etnografske podatke, da bi razkril prvotni namen umetniških del. Lewis-Williams bi bil hvaljen, ker je Whitley povzdignil študije skalne umetnosti v »teoretično sofisticirano raziskovalno področje«. Preučevanje skalne umetnosti v svetu pa zaznamujejo precejšnje razlike v mnenjih glede primernosti različnih metod in najbolj relevantnega ter ubranljivega teoretičnega okvira.

## Mednarodne baze podatkov in arhivi
Unescova delovna skupina Svetovnega arhiva skalne umetnosti se je sestala leta 2011, da bi razpravljala o osnovnem modelu za Svetovni arhiv skalne umetnosti. Čeprav do danes ni bilo ustvarjenih uradnih rezultatov, si različni projekti po vsem svetu - kot je The Global Rock Art Database - prizadevajo narediti informacije o dediščini skalne umetnosti bolj dostopne in bolj vidne, da bi pomagali pri ozaveščanju, vprašanjih ohranjanja in ohranjanju.